# レイプの形式
強姦の形式には様々な形式がある。以下にその形式の代表例を述べる。

## デートレイプ
顔見知りによる強姦はよく知っている人の間で行われる。こういった場合はデートレイプという。加害者が「被害者も同意していた」と述べる場合がある（空想に基づいた抗弁）。強姦の圧倒的大多数はこの形式である。様々な記憶損失を引き起こす薬（デートレイプドラッグ）が、強姦犯によって被害者を意識不明の状態にするために使われることがある。

## 配偶者間の強姦
配偶者間の強姦も日本では罪に問えるという判断は示されてはいるが、あまり適用されたことはない。このタイプの強姦は見知らぬ人からのものより外傷的ではないとしばしば推測されるが、この種の強姦の被害者が見知らぬ人からの強姦の被害者より長い永続的外傷に苦しむとする研究もある。恐らくは社会妥当性のバイアスに基づく検査の欠如のために、被害者を苦しめている。
強姦法は、国によって異なる。多くの国においては、ドメスティックバイオレンスにおいて、自分自身の妻または夫と強制的に性行為を行った場合、それは強姦とみなされない。2人の人々が規則正しく性的に親密であるならば、多くの国においては眠っている間もしくは酒に酔った場合に夫婦で性交を行うことは、その夫もしくは妻が承諾を与えなかったとしても、強姦とは認められないことが多い。

## 集団強姦
多くの人々が強姦に参加する場合は集団強姦という。かつての日本では、刑法で定められていなかったため、輪姦という用語が流布しており、現在も使用されることがある。日本では大学生サークルスーパーフリーによる集団強姦事件を受けて、集団強姦を対象とする「集団強姦罪」（4年以上の有期懲役）および「集団強姦致死傷罪」（無期または6年以上の懲役）の規定が設けられたという経緯がある。
平成29年7月13日に施行された刑法の一部改正に伴い、強姦罪は強制性交等罪という名称に変更され、非親告罪化した。なお、性犯罪の法定刑が引き上げられたことで、旧強姦罪よりも重い犯罪類型として定められていた集団強姦罪及び集団強姦致死傷罪も廃止された。

## 近親相姦
親あるいは兄弟姉妹による強姦を近親相姦という。一般には「近親相姦」と呼ばれているが、実際には一方的に性的自由を損害している場合が多いとして、近親相姦ではなく「近親姦」と呼ばれることもある。大抵の場合、告訴・告発する前に時効が来てしまうため、判明している数より実数ははるかに多いというのは定説であるにも拘らず、実証が困難である。

## 戦時の強姦
戦争の間、強姦は敵に恥辱感を与え士気を害するための方法としてしばしば使われる。戦争における強姦はしばしば組織的で、軍事指導者は一般市民を暴行することを軍人に実際に奨励している可能性もある。同様に、組織的な強姦は民族浄化の方法としてしばしば使われる。

## 法定強姦
日本では13歳未満の者と性行為を行った場合、強姦とされる。これは、性的同意年齢未満の者とは原則的に合意が取れないためである。

## 大学構内強姦
いくらかの研究は、大学構内で強姦に関する特別な問題を示す。その主題は、家族から離れたところで初めて暮らすことにより強姦のリスクが高まるということである。

## 映像作品における強姦
アダルトビデオ（AV）などの映像作品において強姦を描写することがあるが、アダルトビデオに出演する以上、AV女優はAV男優との性行為を了承しているものとして扱われ、通常は強姦には当たらないものとされる。
しかしながら制作者は迫真の映像を撮影するために、出演するAV女優の了解範囲を超えて、暴力的な演出や大勢のAV男優との性交の強制、あるいはAV女優の意に反した膣内への射精をされることがある。このようなケースでは強姦を構成するとも考えられるが、AV女優は出演契約により事前に了解しているとされることと表現の自由との関係により捜査当局が立件することはほとんどなかったといわれ、一部では行過ぎた演出がエスカレートしていった。
AV女優が負傷したり後遺症が残るなどの暴力と性交を強制したバッキー事件では、社会的通念を超えた演出としてマスコミや視聴者あるいは女性国会議員からの批判が高まったため、捜査当局がAV女優の被害届を受理し、AV男優や制作関係者および経営者を傷害致傷、強姦、強姦致傷などで立件している。
撮影上は強姦に当たらないが、社会的には作中の行為を行う事は強姦で犯罪である為、購入者に対しては作中の行為を行う事は犯罪である事を知らせて作中の同様の強姦をしない様に促すテロップを本編終わりに流す。

## 男性に対する強姦
先進諸国では、男性に対するレイプも違法である。日本の刑法では、2017年の法改正により「強姦罪」が「強制性交等罪」に改正（2017年7月13日施行）され、レイプは男女を問わず「強制性交等罪」の対象となっている。